# Guangzhou International Women's Open 2006
Guangzhou International Women's Open 2006 — тенісний турнір, що проходив на відкритих кортах з твердим покриттям у Гуанчжоу (Китай). Це був третій турнір Guangzhou International Women's Open. Належав до турнірів 3-ї категорії в рамках Туру WTA 2006. Тривав з 25 вересня до 1 жовтня 2006 року. Загальний призовий фонд турніру становив 175 тис. доларів США. Анна Чакветадзе здобула титул в одиночному розряді.

## Учасниці основної сітки в одиночному розряді

### Сіяні
| Країна               | Гравчиня                | Рейтинг1 | Сіяна |
| -------------------- | ----------------------- | -------- | ----- |
| Сербія та Чорногорія | Єлена Янкович           | 17       | 1     |
| КНР                  | Лі На                   | 23       | 2     |
| Росія                | Анна Чакветадзе         | 27       | 3     |
| Іспанія              | Анабель Медіна Гаррігес | 31       | 4     |
| Іспанія              | Лурдес Домінгес Ліно    | 41       | 5     |
| США                  | Меган Шонессі           | 42       | 6     |
| Росія                | Олена Весніна           | 54       | 7     |
| Білорусь             | Анастасія Єкімова       | 56       | 8     |

- 1 Посів ґрунтується на рейтингу станом на 18 вересня 2006 року.

### Інші учасниці
Учасниці, що отримали вайлд-кард на участь в основній сітці
- Чень Яньчон
- Лі Тін
- Ч Шуай

Нижче наведено учасниць, що пробились в основну сітку через стадію кваліфікації в одиночному розряді:
- Hao Jie
- Жень Цзін
- Сунь Шеннань
- Елізе Тамаела

## фінал

### Одиночний розряд
Анна Чакветадзе —  Анабель Медіна Гаррігес, 6–1, 6–4
- Для Чакветадзе це був перший титул WTA за кар'єру.

### Парний розряд
Лі Тін /  Сунь Тяньтянь —  Ваня Кінґ /  Єлена Костанич, 6-4, 2-6, 7-5

## Призові гроші й очки

### Одиночний розряд
| Раунд            | Гроші   | Очки |
| ---------------- | ------- | ---- |
| Переможниці      | $25,855 | 140  |
| фіналістка       | $13,845 | 100  |
| півфіналістка    | $7,300  | 65   |
| чвертьфіналістка | $3,910  | 35   |
| 2-й раунд        | $2,105  | 20   |
| 1-й раунд        | $1,240  | 1    |

### Парний розряд
| Раунд            | Гроші  | Очки |
| ---------------- | ------ | ---- |
| Переможниця      | $7,260 | 140  |
| фіналістка       | $4,050 | 100  |
| півфіналістка    | $2,140 | 65   |
| чвертьфіналістка | $1,160 | 35   |
| 1-й раунд        | $630   | 1    |